# SKY (banda)
Sky fue un grupo de rock instrumental anglo australiano que se especializaba en combinar una variedad de estilos musicales, principalmente rock, clásico y jazz. La formación original y más conocida del grupo incluía al guitarrista clásico John Williams (australiano), el bajista Herbie Flowers, el guitarrista eléctrico Kevin Peek (australiano), el baterista Tristan Fry y el teclista Francis Monkman.

## Historia

### Raíces y prehistoria
En 1971, John Williams lanzó el álbum de fusión Changes, su primera grabación de música no clásica y la primera en la que tocaba la guitarra eléctrica. Entre los músicos que trabajaron en el álbum se encontraban Tristan Fry (un baterista de sesión establecido que también era percusionista de la Royal Philharmonic Orchestra y la Academy of St. Martin in the Fields, y había tocado los timbales en "A Day in the Life" de The Beatles) y Herbie Flowers (un exmiembro de Blue Mink y T. Rex, así como un músico de sesión ocupado que, entre otras cosas, había grabado la línea de bajo de "Walk on the Wild Side" de Lou Reed). 
Los tres músicos se hicieron amigos, se mantuvieron en contacto y continuaron trabajando juntos en varios proyectos durante la década de 1970. Uno de ellos fue el álbum Travelling de Williams de 1978, otra grabación de fusión de géneros sustancialmente exitosa desde el punto de vista comercial. Además de Fry y Flowers, el disco contó con el exmiembro de Curved Air Francis Monkman (quien además de su trasfondo de rock progresivo y psicodélico como guitarrista y sintetizador, era un clavecinista clásico entrenado y consumado).
En 1979, Monkman actuó en el álbum de Louis Clark (per-spek-tiv) n., en el que colaboró el guitarrista de sesión australiano Kevin Peek. Peek era un músico igualmente experto en la guitarra clásica y los estilos pop/rock, habiendo construido una reputación tanto como músico de cámara como miembro de la banda de Cliff Richard, así como por trabajar con Manfred Mann, Lulu, Tom Jones, Jeff Wayne, Shirley Bassey y Gary Glitter.

### Primera alineación: 1979-1980
El éxito de Travelling inspiró a Williams y Flowers a crear Sky, su propia banda de fusion a largo plazo. El nombre de la banda Sky fue sugerido por la flautista Pinuccia Rossetti, miembro del Carlos Bonell Ensemble y amiga de Williams. Fry y Monkman fueron reclutados rápidamente, siendo Kevin Peek la última incorporación. La banda comenzó a escribir y grabar música instrumental basándose en su experiencia colectiva de rock clásico, pop, rock progresivo y psicodélico, entretenimiento ligero y jazz. Después de una búsqueda prolongada de una compañía discográfica, Sky firmó con el pequeño sello europeo Ariola Records.
Aunque Sky fue dirigida democráticamente (con todos los miembros contribuyendo con música y/o arreglos), la presencia de John Williams en la formación se consideró como el mayor punto de venta de la banda y fue enfatizado en la publicidad. El éxito instrumental en solitario de Williams - "Cavatina - Theme from The Deer Hunter" - también ayudó a elevar el perfil de la banda. Sin embargo, todo esto se vio contrarrestado por algunas críticas negativas de los críticos acostumbrados a las actuaciones clásicas de Williams, que no quedaron impresionados por su nueva dirección con Sky.
El álbum debut homónimo de Sky (lanzado en 1979) fue un gran éxito en Gran Bretaña y Australia, alcanzando rápidamente el status de disco de oro y, finalmente, llegando a disco de platino. El álbum incluía versiones de "Gymnopedie No. 1" de Eric Satie y "Danza" de Antonio Ruiz-Pipò, así como composiciones originales de Monkman y Flowers. "Cannonball" de Monkman fue un sencillo de éxito menor, y el tecladista también contribuyó con la composición de veinte minutos de la segunda cara "Where Opposites Meet" (destinada a combinar y mostrar las diversas influencias de la banda). La banda realizó una gira por el Reino Unido en el verano y el otoño de 1979, con triunfos particulares en los conciertos con entradas agotadas en el Royal Albert Hall y el Dominion Theatre de Londres (este último con entradas agotadas por cinco noches).
En 1980, Sky grabó y lanzó su segundo álbum, Sky 2. Este fue un álbum doble que se basó en el éxito de su predecesor, convirtiéndose en el décimo álbum más vendido en Gran Bretaña ese año. El álbum incluía la suite de rock "FIFO" de Monkman (una pieza inspirada en técnicas de procesamiento de información por computadora, que significa "First In, First Out") y cuatro piezas clásicas que incluyen tres piezas de música de cámara establecidas (interpretadas completamente al pie de la letra) y una versión eléctrica de "Toccata y fuga en re menor" de Bach. Este último fue lanzado como single (bajo el nombre de "Toccata") y alcanzó el número 5 en las listas inglesas de pop, dando a la banda la oportunidad de actuar en Top of the Pops. Otras pistas incluyeron una combinación de Williams de melodías folclóricas españolas, una pieza de percusión afinada de Fry, una versión de "Vivaldi" de Curved Air, "Sahara" de Peek con influencia árabe, la canción "Hotta" y varias canciones alegres compuestas por Flowers, incluida su muestra de tuba "Tuba Smarties" y "Scipio" (que Flowers describió como "la primera pieza musical en tener las Partes I y II ejecutándose simultáneamente").
En 1980, la BBC produjo la serie de televisión Great Railway Journeys of the World, que incluía un episodio ambientado en Australia. La música de este programa fue de Sky, con canciones de los dos primeros álbumes.
Después de más giras por Australia y el Reino Unido, Francis Monkman dejó la banda en 1980 para concentrarse en sus propios proyectos (habiendo logrado el éxito con la banda sonora de la película The Long Good Friday). La separación fue completamente amistosa, y la banda no tenía dudas de continuar a pesar del hecho de que Monkman había sido el compositor y arreglista original más prominente del grupo.

### Segunda alineación: 1981-1984
Monkman fue reemplazado como tecladista por Steve Gray. Como la mayoría de los otros miembros de la banda, Gray era un músico de sesión establecido que había tocado anteriormente con Back Door, Quincy Jones, Henry Mancini, Michel Legrand, Lalo Schifrin, Peggy Lee, Sammy Davis Jr y John Barry; más recientemente había dirigido WASP (una banda de jazz-fusión de estudio que se especializó en música de biblioteca de alta calidad). A pesar de su desgano inicial para volver a tocar en vivo, Gray fue persuadido de unirse a la banda a tiempo para su primera gira europea. A esto le siguió otra gira por el Reino Unido y (el 24 de febrero de 1981) el concierto "Sky at Westminster Abbey". Un espectáculo benéfico para conmemorar el vigésimo aniversario de la organización de derechos humanos Amnistía Internacional, este último fue concebido por el productor británico Martin Lewis y fue el primer concierto de rock celebrado en la abadía. El evento histórico dio como resultado que Sky recibiera una considerable cobertura positiva de los medios; también se grabó en video para un especial de BBC TV y posteriormente se lanzó en VHS y Laserdisc.
El concierto de la Abadía de Westminster fue también el evento de lanzamiento del tercer álbum de la banda, Sky 3. Un álbum generalmente más alegre que sus predecesores, el disco demostró el nuevo y prominente papel compositivo de Steve Gray dentro de Sky, alejándose de los elementos psicodélicos de los años de Monkman y llevando a la banda hacia un sonido más influenciado por el jazz. Sky continuó de gira por Australia, Europa y el Reino Unido en apoyo del lanzamiento.
El cuarto álbum de Sky, Sky 4: Forthcoming, fue lanzado en marzo de 1982. El primer álbum de Sky sin material original, consistió predominantemente en arreglos de composiciones clásicas y fue comercializado bajo el lema "Genius Past, Genius Forthcoming". Una vez más, la banda realizó una gira por el Reino Unido y Australia para promocionar el álbum (y siguió con viajes a Europa y Japón). La gira de otoño australiana presentó el debut de un montón de material nuevo, gran parte del cual se incluyó en un álbum doble en vivo, Sky Five Live, lanzado en enero de 1983.
Sky lanzó su sexto álbum, Cadmium, en diciembre de 1983. El álbum contenía un arreglo de rock clásico de "Sleigh Ride" de Prokófiev (de la "Lieutenant Kijé Suite"), junto con siete composiciones originales. También incluyó los primeros ejemplos de composiciones encargadas a escritores contemporáneos ajenos a la banda: Alan Tarney (viejo amigo de Kevin Peek y colaborador de Cliff Richard) proporcionó dos melodías originales más. Dos conciertos en el Theatre Royal, Drury Lane, en Londres fueron filmados y transmitidos en Nochebuena de 1983, con el compositor y cantautor Patrick Ros como invitado especial. Ros proporcionó tres composiciones de temporada propias en las que fue respaldado por la banda.
Habiendo insinuado previamente que su trabajo con Sky había sido pensado como una estancia de cinco años, John Williams se separó de la banda en febrero de 1984, volviendo a una carrera clásica a tiempo completo. Al igual que con Monkman, la partida de Williams fue amistosa. Sin embargo, dañó el perfil de Sky ya que (a pesar de los esfuerzos colectivos de la banda para presentarse como una sociedad de iguales) el guitarrista se había mantenido como la estrella más grande de Sky y de más atractivo en vivo. La banda lanzó una compilación provisional de "grandes éxitos" llamada Masterpieces, lanzada en el sello de medios de comunicación Telstar (que incluyó una versión en vivo inédita de la canción de los Beatles "The Fool on the Hill", interpretada como un dúo de guitarra clásica por Williams y Peek ).

### Tercera alineación: 1984-1990
Habiendo optado por no reclutar un reemplazo permanente para Williams, Sky se mantuvo como cuarteto y optó por hacer una gira con una sucesión de músicos invitados. Tanto las dos giras de 1984 de la banda, como su paso por Australia en febrero y su paso por el Reino Unido a principios del verano, contaron con el guitarrista de sesión Lee Fothergill (un músico que había conocido a Tristan Fry como parte de la banda del programa 'The Val Doonican Show') y el músico Ron Aspery (antiguo mentor de Steve Gray tanto en Back Door como en la Middlesbrough Municipal Junior Orchestra).
En septiembre de 1984, Sky comenzó a grabar su séptimo álbum, The Great Balloon Race, en el estudio Tracks de Kevin Peek en Australia Occidental. Durante la etapa de mezcla del álbum, la banda se enteró de que Ariola Records terminó su contrato. El álbum finalmente fue lanzado en Epic Records (casualmente, el mismo sello que lanzó los álbumes de John Williams) en abril de 1985. The Great Balloon Race fue el primer álbum de Sky en presentar material completamente original sin ningún contenido clásico, aunque dos piezas ("Allegro" y "Caldando") tenían una fuerte inspiración clásica. Entre los invitados figuraban Aspery, Fothergill, el músico Adrian Brett y el ex tecladista de Jeff Beck Band Tony Hymas (quien contribuyó con la inusual canción inicial del álbum "Desperate For Your Love"). Durante abril y mayo de 1985, Sky realizó una gira por el Reino Unido para promocionar el disco, actuando nuevamente con músicos invitados: el teclista de los Rolling Stones Nicky Hopkins y el multiinstrumentista Paul Hart (ex compositor de la National Youth Jazz Orchestra que también había tocado con John Dankworth y Cleo Laine).
A pesar de algunas críticas favorables, las ventas de The Great Balloon Race fueron significativamente más bajas que las de los álbumes anteriores, y su gira de promoción vio al grupo tocar para audiencias más pequeñas que en giras anteriores. Desde mediados de 1985 hasta 1986, los miembros de la banda trabajaron en otros proyectos. Sky regresó en 1987 con otra gira por Australia (titulada "A New Journey"), esta vez con el ex tecladista de Yes, Rick Wakeman, como músico invitado.
Durante el resto de 1987, el cuarteto principal trabajó en el álbum Mozart, que unió a la banda con la orquesta de la Academy of St. Martin in the Fields. El proyecto fue iniciado por Tristan Fry (debido a su trabajo paralelo tanto con la banda y la orquesta) y se inspiró en el bicentenario de la muerte de Mozart. El álbum contenía interpretaciones completamente orquestales del trabajo de Mozart con Sky incorporada en los arreglos (la mayoría de las cuales fueron escritas por Steve Gray). La banda y la orquesta (con Paul Hart regresando como músico invitado) promocionaron el álbum con un concierto único en el Royal Albert Hall el 1 de noviembre de 1987. Aunque el álbum finalmente se convirtió en el álbum más exitoso de Sky en los Estados Unidos, Mozart fue criticado rotundamente por la prensa y la banda se tomó otros dos años de descanso. Un segundo álbum recopilatorio, Classic Sky, fue lanzado en 1990.

### Años finales: 1990-1995
Cuando Sky volvió a la actividad en 1990, se habían convertido de nuevo en un quinteto, habiendo contratado a Paul Hart como miembro completo. Un hábil intérprete en una variedad de instrumentos (incluyendo piano, teclados, guitarras, bajo, mandolina, violonchelo y violín), Hart ya había demostrado su valía en los conciertos de The Great Balloon Race y Mozart, ampliando y reforzando el sonido de la banda.
La banda tocó en un concierto único en el Palladium de Londres el 24 de junio de 1990, en parte para promover la nueva compilación Sky: Masterpieces. Aunque el álbum no contenía nuevas grabaciones, la banda seguía siendo creativamente activa. En el concierto, se estrenaron nuevas composiciones de Paul Hart ("Reverie" y "Praeludium") y Kevin Peek ("Jehad"), junto con una revisión de "Cannonball" de Francis Monkman (del álbum debut de Sky) y "Would You Say I'm In Love With You ", una pieza escrita por Herbie Flowers con su ex colega de Blue Mink, Roger Cook. El set del concierto se grabó más tarde en el estudio y también se transmitió por televisión en 1991 como parte de la serie de conciertos Bedrock en Central TV.
Sin embargo, nada de este trabajo llegó a ser un álbum de estudio; y en 1991 Kevin Peek se convirtió en el siguiente miembro de la banda en partir. Residente a tiempo completo en Australia desde 1982 y ocupado con múltiples proyectos de grabación en su Tracks Studio (todos los cuales inhibieron su capacidad práctica para pasar tiempo en el Reino Unido trabajando con Sky), ya no creía que tuviera tiempo suficiente para comprometerse con el banda.
Peek fue reemplazado por el guitarrista clásico/interdisciplinario Richard Durrant (asociado de Herbie Flowers). Durrant se unió a la banda a tiempo para un concierto de regreso en septiembre de 1992 en el Barbican de Londres. Sin embargo, aunque Sky realizó una gira por el Reino Unido nuevamente durante la primavera de 1993, tocaron en lugares notablemente más pequeños que en la década de 1980. A medida que las brechas en la actividad de la banda aumentaron y la audiencia se redujo, el impulso restante del grupo se perdió gradualmente.
La última actuación de Sky fue en un concierto homenaje a la RAF en mayo de 1995. Aunque la banda nunca se disolvió formalmente, Sky nunca volvió a grabar y actuar en forma activa. Las posteriores muertes de Steve Gray (en 2008) y Kevin Peek (en 2013) hacen poco probable una reunión futura.

### Después de Sky: álbumes y carreras en solitario
Desde que dejó Sky en 1980, Francis Monkman ha dividido su tiempo entre música rock experimental y grabaciones de música clásica de trabajo de teclado solista (generalmente clavecín u órgano de iglesia). 
Después de Sky, Tristan Fry continuó su trabajo como percusionista clásico: todavía trabaja con la Orquesta de la Academia de St Martin in the Fields, así como con el Conjunto de Percusión de Tristan Fry.
Tras su salida de Sky en 1984, John Williams continuó su carrera original como uno de los principales guitarristas clásicos del mundo. También encargaría dos conciertos de guitarra a otros miembros de Sky, interpretando y grabando el "Concierto para guitarra y orquesta de jazz" de Paul Hart con la National Youth Jazz Orchestra en 1987, y el "Concierto para guitarra" de Steve Gray con la London Symphony Orchestra en 1989 (aunque este último no se publicó oficialmente hasta 1996).
Después de dejar Sky en 1991, Kevin Peek continuó trabajando como músico y productor en Australia. En sus últimos años, sufrió dos bancarrotas, la primera de las cuales resultó en una sentencia de tres años de cárcel. En 2010 se le vinculó a un esquema de inversión estilo "Ponzi".  En noviembre de 2011 regresó a la corte, puesto en libertad bajo fianza por 227 cargos de obtener beneficios por fraude: la fecha del juicio estaba programada para el 27 de enero de 2012, pero se abandonó debido a la mala salud de Peek. Murió en Perth, Australia Occidental, el 11 de febrero de 2013, de cáncer de piel metastásico.
Tras el último trabajo colaborativo conocido de Sky en 1995, Steve Gray continuó su carrera como un compositor respetado (que había estado llevando a cabo en paralelo a su trabajo con Sky). Sus composiciones incluyen dos óperas, una misa de réquiem para el coro y big band de jazz, el concierto de guitarra para John Williams y la LSO, y un concierto para piano escrito para el pianista de jazz francés Martial Solal. Gray también proporcionó una orquestación completa de las obras de Brian Eno (en colaboración con el compositor original). Desde 1991, trabajó en estrecha colaboración con la Big Band de la Radio del Norte de Alemania (NDR) en Hamburgo (por invitación de la cantante y compositora Norma Winstone) y desde 1998 trabajó como profesor invitado de composición y arreglos en el departamento de jazz Hanns Eisler de la Hochschule für Musik de Berlín. Steve Gray murió el 20 de septiembre de 2008.
Además de diversificarse como un narrador de entretenimiento ligero, Herbie Flowers continúa trabajando como músico de sesión de alto perfil y ha colaborado con Jools Holland, Clannad, Mike Hatchard y Paul McCartney. También tocó en la banda para la primera gira en vivo del show War of the Worlds de Jeff Wayne (habiendo actuado en el álbum de estudio original) y nuevamente en 2018. Con frecuencia colabora con el guitarrista final de Sky, Richard Durrant, en varios proyectos musicales (incluyendo un trío con el exbaterista de Gentle Giant Malcolm Mortimore). 
Durrant ha seguido desarrollando su propia carrera como guitarrista clásico, además de componer música para cine y televisión y trabajar como productor de discos (especialmente para la Ukulele Orchestra de Gran Bretaña). Durrant es también el fundador del sello discográfico acústico LongMan Records.
Paul Hart siguió una carrera en el cine, la televisión y la música comercial y ha escrito música de concierto para la London Symphony Orchestra, la Royal Philharmonic Orchestra y los King's Singers. Su Concierto para guitarra clásica y orquesta de jazz fue revivido para su interpretación en 2008 por la Towson University Jazz Orchestra y el guitarrista Michael Decker.
En 2002, se lanzó un álbum en vivo de Sky, Live in Nottingham, por Classic Rock Productions, basado en el concierto en vivo en el estudio de 1990 con la formación de Peek/Flowers/Gray/Fry/Hart, que había seguido al único concierto de la banda en el Palladium en el mismo año. En 2005, Quantum Leap Productions lanzó un DVD en vivo, Live in Bremen, con la formación original de Sky y grabado en un programa de televisión alemán en 1979 o 1980.

## Miembros de la banda
- Herbie Flowers - bajo, contrabajo, tuba (1978-1995)
- Tristan Fry - batería, percusión, trompeta (1978-1995)
- John Williams - guitarras (1978-1984)
- Francis Monkman: clavecín, sintetizadores, órgano, guitarras (1978-1980)
- Kevin Peek - guitarras (1978-1991; murió en 2013)
- Steve Gray - teclados, saxofón (1980-1995; fallecido en 2008)
- Paul Hart: teclados, guitarras, mandolina, violonchelo (1990-1995)
- Richard Durrant - guitarras (1992-1995)

## Discografía

### Singles
- Cannonball (1979)
- Toccata (1980) UK #5

### Álbumes
- Sky
- Sky 2
- Sky 3
- Sky 4 Forthcoming
- Sky Five Live
- Cadmium
- Masterpieces (The Best of Sky)
- The Great Balloon Race
- Mozart

## Video
- Sky At Westminster Abbey - 1982 - BBC Video (BBCV 3017)